# Den forsvundne løve
Den forsvundne løve er en dansk kortfilm fra 1966, der er instrueret af Ole Nørgaard Andersen.

## Handling
Denne artikel mangler et handlingsreferat. Hjælp os med at skrive det.